# Les Cyniques
Groupe humoristique québécois composé de Marc Laurendeau, Serge Grenier, Marcel Saint-Germain et André Dubois, les Cyniques sont nés en pleine Révolution tranquille, et leur humour sévit au Québec pendant une dizaine d'années.  Ils contestent ouvertement la société, et ont pour cible tous ceux qui détiennent (ou détenaient) le pouvoir au Québec : les politiciens, le clergé, les juges, la police, les Canadiens anglais.
Les Cyniques ont commis leur humour de diverses façons : en spectacle, sur disques et par film. En 1971, ils ont participé au Bye Bye, avec Denise Filiatrault et Dominique Michel. En 1972, ils apparaissent dans le film culte québécois IXE-13, avec entre autres, Louise Forestier, Louisette Dussault, Carole Laure, Luce Guilbeault et Jean-Guy Moreau.
Avec Yvon Deschamps, ils révolutionnent l'humour québécois, et pavent la voie à une nouvelle génération d'humoristes, dont Les Carcasses,  Paul et Paul et Rock et Belles Oreilles, et plus tard aux Zapartistes.

## Discographie

### Simples
- 1968 Les Cyniques : Nôwell - Le très bon père Noël
- 1971 IXE-13 : le French-Canadian dream - La chanson très vulgaire

### Albums
- 1965 Les abominables Cyniques en spectacle (APEX ALF 1578; MCA 17102)

- 1967 Les Cyniques : Volume 2 (APEX ALF 71585; MCA 17103)

- 1967 Les Cyniques à la Comédie-Canadienne : Volume 3 (APEX ALF 71596; MCA 17105)

- 1968 Les Cyniques - Le meilleur! : Volume 4 (APEX ALF 71804; MCA 17106)

- 1970 Les Cyniques : Volume 5 (APEX ALF 71809; MCA 17107)

- 1971 Les Cyniques : Volume 6 (BÊTA, BE-10)

- 1971 IXE-13 : une comédie qui chante (Gamma, GS-148; Productions François Dompierre, PFDCD-8000)

- 1972 Les Cyniques : EXIT (BÊTA, BE-11)

### Rééditions CD
- 2010 Les abominables Cyniques en spectacle (Universal, ALF 71578)
- 2010 Les Cyniques : Volume 2 (Universal, ALF 71585)
- 2010 Les Cyniques : Volume 3 (Universal, ALF 71596)
- 2010 Les Cyniques : Volume 4 (Universal, ALF 7180)
- 2010 Les Cyniques : Volume 5 (Universal, ALF 71809)
- 2010 Les Cyniques : Volume 6 (Universal, BE-10)
- 2010 Les Cyniques : Exit (Universal, BE-11)

## Filmographie
- 1968-1969 : Émission impossible (série TV)
- 1971 : Bye Bye 1971
- 1972 : IXE-13 de Jacques Godbout